# ADNOC Gas Processing
ADNOC Gas Processing (раніше відома як GASCO) - газовидобувна компанія і найбільший газопереробний комплекс в Абу-Дабі, ОАЕ

## Історія
Утворена в 1981 році і відтоді займається переробкою природного і попутного газу.

## Характеристика
З родовищ в Рувайсі і Абу-Дабі постачає газ для електростанцій і для потреб нафтохімічної промисловості, а також експортує газ.